# Броварський Валерій Дмитрович
Вале́рій Дми́трович Брова́рський (нар. 23 грудня 1961, с. Печанівка, Житомирська область, СРСР — 27 травня 2023) — український науковець, фахівець у галузі бджільництва, доктор сільськогосподарських наук (2007).

## Біографія
У 1980 році успішно закінчив відділення «Бджільництво» Чернятинського радгосп-технікуму. У 1985 році він отримав диплом зі спеціалізацією «Бджільництво» на зооінженерному факультеті Української сільськогосподарської академії. Закінчив Українську сільськогосподарську академію (Київ, 1985), де й працює від 1993 (нині Національний університет біоресурсів та природокористування України): від 2000 — завідувач кафедри бджільництва імені В. А. Нестерводського. З 1985 по 1987 роки працював стажистом-дослідником на кафедрі свинарства, вівчарства і птахівництва. Він продовжив навчання в аспірантурі Української сільськогосподарської академії з 1987 по 1990 рік. З 1987 року починаючи з посади асистента, поступово просувався на посадах старшого викладача, виконуючого обов'язки доцента, і нарешті доцента на кафедрі технології виробництва продукції бджільництва.
У 1991 році захистив кандидатську дисертацію на тему «Вдосконалення технології отримання плідних бджолиних маток при штучному осіменінні».
У 2006 році захистив докторську дисертацію на тему «Обґрунтування технології репродукції бджолиних маток».
З 2013 року він працював на посаді професора на кафедрі бджільництва. З 2009 року був координатором України з проведення наукових досліджень за Міжнародним проектом «Вплив нетрадиційних видів рослин та їх продуктів на якість життя» в напрямку «Бджолине обніжжя» в Словацькому аграрному університеті у м. Нітра. З 2014 року В. Д. Броварський є членом Міжнародної мережі AgroBioNet (Registration Certificate E–0003–2014–UA). У 2020 році він був затверджений Міжнародним консультантом з бджільництва при ФАО ООН. Є Почесним пасічником України, нагородженим трудовою відзнакою «Знак пошани» Міністерством аграрної політики України, медаллю Словацького аграрного університету в м. Нітра «За наукові здобутки та розвиток міжнародної співпраці» і почесною грамотою НУБіП України. Співавтор 3 підручників, 6 навчальних посібників та 24 навчально-методичних праць, володіє 13 авторськими свідоцтвами і патентами. Він також був редактором чотирьох монографій, виданих закордоном англійською і словацькою мовами.
Підготував 9 кандидатів сільськогосподарських наук.
Член спеціалізованої вченої ради Д 26.004.05

## Напрям наукової роботи
- Біологія розмноження медоносних бджіл;
- Технологія одержання бджолиних маток за штучного введення сперми;
- Етологія бджіл при заготівлі пилку та переробки його в пергу;
- Морфологія та біохімія білкового корму.